# راول موریسون
راول رایان موریسون (انگلیسی: Ravel Ryan Morrison؛ زادهٔ ۲ فوریهٔ ۱۹۹۳) بازیکن فوتبال اهل انگلستان است که به عنوان هافبک در باشگاه میدلزبرو بازی می‌کند.

## حرفه
او در وایتنشاو منچستر به دنیا آمد. موریسون در ابتدا توسط مربی سابق منچستریونایتد فیل بورگان برای تیم آکادمی منچستر انتخاب شد و در سال ۲۰۰۹ با منچستر قرارداد امضا کرد. او اولین بازی خود را در در ۲۶ اکتبر سال ۲۰۱۰ مقابل تیم ولورهمپتون انجام داد که با پیروزی۳–۲ یونایتد همراه بود. او به عنوان جایگزین پارک جی سونگ به زمین آمد. در ۲۰ آوریل ۲۰۱۱ او موفق شد در نیمه نهایی جام حذفی جوانان اولین گل منچستر مقابل چلسی را در اولدترافورد به ثمر برساند و در ادامه هم منچستر توانست آن بازی را با چهار گل به سود خود به پایان برساند. در بازی فینال تیم منچستر یونایتد مقابل شفلید یونایتد قرار گرفت و موریسون توانست در بازی برگشت دو گل به ثمر برساند. منچستر آن بازی را ۴–۱ با پیروزی به پایان رساند و موفق شد در مجموع ۳–۶ تیم شفلید یونایتد ا شکست دهد و قهرمان شود.

## زندگی شخصی
موریسون در محله دنتون منچستر زندگی می‌کند او در اوایل سال ۲۰۱۱ به جرم دو فقره ایجاد رعب و وحشت ۱۴۴۵ پوند جریمه و ۱۲ ماه نیز محروم شد.